# Sfærisk koordinatsystem
Et sfærisk koordinatsystem, også kaldet et koordinatsystem indeholdende kuglekoordinater, er en type af koordinatsystem indenfor matematikken, som udvider idéen for polære koordinater til tre dimensioner, såvel som cylindriske koordinater gør det. Forskellen på disse to typer af koordinater kan man næsten gennemskue alene ved at se på navnene, hvormed man nok også kan indse at sfæriske koordinater er særligt velegnede til at danne kugler, og variationer heraf.
Definitionen på de tre angivne koordinater indeholder altså tilsammen information om afstanden fra origo til punktet M og vinklerne θ og φ. Disse to vinkler angiver hhv. vinklen i xy-planen i forhold til x-aksen, samt vinklen i forhold til z-aksen som angivet på tegningen til højre.
- {\displaystyle x=\rho \cdot \sin(\varphi )\cdot \cos(\theta )}
- {\displaystyle y=\rho \cdot \sin(\varphi )\cdot \sin(\theta )}
- {\displaystyle z=\rho \cdot \cos(\varphi )}

Der er desuden følgende begrænsninger på de tre parametre:
- {\displaystyle \rho \in [0,\infty [}
- {\displaystyle \varphi \in [0,180^{\circ }]}
- {\displaystyle \theta \in [0,360^{\circ }]}

## Jacobi determinant
For kuglekoordinater er det muligt at udlede Jacobi-determinanten generelt. Man opstiller altså først Jacobi-matricen, hvorefter man tager determinanten. Den omtalte matrix ser således ud:
{\displaystyle {\textrm {det}}(J_{F}(\rho ,\phi ,\theta ))=\left|{\begin{matrix}\sin \left(\phi \right)\cos \left(\theta \right)&r\cos \left(\phi \right)\cos \left(\theta \right)&-r\sin \left(\phi \right)\sin \left(\theta \right)\\\sin \left(\phi \right)\sin \left(\theta \right)&r\cos \left(\phi \right)\sin \left(\theta \right)&r\sin \left(\phi \right)\cos \left(\theta \right)\\\cos \left(\phi \right)&-r\sin \left(\phi \right)&0\end{matrix}}\right|={\underline {\underline {r^{2}\cdot \sin(\varphi )}}}}
Som altså således er Jacobi-determinanten generelt for kuglekoordinater.